# Komitet za konzerviranje restauriranje Međunarodnog muzejskog savjeta
Komitet za konzerviranje restauriranje Međunarodnog muzejskog savjeta, jedan je od komiteta Međunarodnog muzejskog savjeta ICOM. Osnovan je 1967. godine.
Unutar komiteta djeluje veći broj radnih skupina podijeljenih po specifičnim interesima članova. Ima više od 2.500 članova i najveći je komitet ICOM-a.Svrha komiteta je promocija istraživačko analitičkih postupaka te dakako samog konzerviranja restauriranja kulturno povijesno značajnih umjetničkih djela.

## Radne skupine
Unutar komiteta djeluje 21 radna skupina - za slikarstvo, za metal, za staklo i keramiku, za kožu i srodne materijale, za fotografiju, za drvo, namještaj i lak, za skulpturu, polikromiju i arhitektonske dekoracije, za tekstil, za moderne materijale i konzervaciju suvremene umjetnosti, za mokre arheološke nalaze organskog porijekla, za etnografske zbirke, za prirodoslovne zbirke, za edukaciju i usavršavanje, za dokumentaciju, za pravna pitanja, za preventivnu konzervaciju, za znanstvena istraživanja, za teoriju i povijest konzervacije, za izučavanje povijesnih izvora i tehnologija. Tim putem komitet za konzerviranje restauriranje Međunarodnog muzejskog savjeta pruža konzervatorima restauratorima, kustosima i znanstvenicima, te drugim profesionalcima prilike da zajednički surađuju, proučavaju i promoviraju konzerviranje restauriranje i analizu kulturno povijesno značajnih umjetničkih djela.Članovi imaju pravo učestvovati u međunarodnim susretima, kao i drugim aktivnostima komiteta.

## Trijenalne konferencije
Putem ovih konferencija članovi komiteta za konzerviranje restauriranje zajednički izvještavaju o istraživanjima i suvremenim praksama vlastite struke. U 48 godina postojanja komiteta izdano je putem tiskanih izviješća sa spomenutih konferencija više od 2.000 stručnih članaka. Jedna od trijenalnih konferencija održana je 1978. godine u Zagrebu, te je ovo sve do danas jedini zaista relevantan međunarodni stručni skup konzervatora restauratora održan u Hrvatskoj.
Osim zajedničkih konferencija i pojedine radne skupine također priređuju vlastite konferencije - primjerice radna grupa za metal svake 3 godine priređuje svoju konferenciju (npr. METAL 2013 u Edinburghu, METAL 2016 u New Delhiju,  METAL 2019 u Neuchâtelu). Osim trijenalnih konferencija neke radne grupe izdaju i internetom distribuirane biltene i časopise.

## Hrvatski restauratori konzervatori i ICOM CC
Broj hrvatskih konzervatora restauratora članova komiteta za konzerviranje restauriranje međunarodnog muzejskog savjeta izuzetno je malen (2019. samo 3, od toga samo 2 zaposlenih u muzejima), posebno obzirom na ukupan broj konzervatora restauratora zaposlenih u hrvatskim muzejima. Vodeći razlog za ovo je relativno visoka članarina te činjenica da komitet forsira istraživački pristup konzerviranju restauriranju, u smislu razvoja novih te preispitivanja starih konzervatorsko restauratorskih tehnika i materijala, pristup kojeg kod nas zasada praktički nema, posebice ne u hrvatskim muzejima.

## Vanjske poveznice
- ICOM CC